# Криштальський Андрій Андрійович
Андрій Андрійович Криштáльський (нар. 8 травня 1969 р., м. Горохів, Волинська обл., Україна) — український письменник, журналіст, видавець, громадський діяч. Член Національної спілки письменників України (з 1999 р.).
Лауреат Літературної премії ім. Василя Стуса (2005) та Літературно-мистецької премії імені Агатангела Кримського (2012). Директор видавництва «Терен». 
Окремі твори перекладені польською та білоруською мовами.  

## Біографія
Народився 8 травня 1969 р. в м. Горохові на Волині. Закінчив Луцьке державне музичне училище (1989) та факультет україністики Волинського державного університету ім. Лесі Українки (1999). 
Працював учителем музики, а згодом - журналістом у редакціях газет «Народна трибуна» (1992–1996), «Луцький замок» (1996–1999), головним редактором тижневика «Луцьк молодий» (1997–2001), кореспондентом української редакції радіо «Свобода» (1999–2002).
Брав активну участь у діяльності Народного руху України, займав активну позицію в процесі боротьби за суверенітет України. Займався краєзнавчими дослідженнями з історії ОУН і УПА.
Заснував і видавав літературно-мистецький щоквартальник «Терен» (1998–2002).
Від 2003 р. – засновник і незмінний директор видавництва «Терен». 
Організатор численних видавничих проектів, автор публіцистичних та літературно-критичних творів у книгах і періодиці.

## Творчі здобутки
Публікації в альманахах, літературних журналах та збірниках:
- «Київ», «Дзвін», «Березіль», «Терен», «Початки», «Світязь».

Книги:
- Полум’я перегорілих зір (Луцьк: Надстир’я, 1993);
- Національно-визвольний рух опору на Горохівщині (Луцьк: Надстир’я, 1994);
- Срібні вежі світанку (Київ: Смолоскип, 1996);
- Пісня пісень. Переспів Андрія Криштальського (Київ: Наша віра, 2000);
- Чорний сторож (Луцьк: Волинська обласна друкарня, 2001);
- Золотий томос (Луцьк: Волинська обласна друкарня, 2001);
- Чорноморець, матінко (Луцьк: Терен, 2004);
- Народження світла (Луцьк: Терен, 2006);
- Десятина (Луцьк: Терен, 2010);
- Кривда за кривду. Польсько-німецький терор 1943-1944 років на Горохівщині (Луцьк: Терен, 2013);
- ОУН і УПА на Горохівщині (Луцьк: Терен, 2014);

- Чорноморець, матінко. Заступниця (Харків: Книжковий клуб сімейного дозвілля, 2016);
- Десять гріхів (Харків: Книжковий клуб сімейного дозвілля, 2017);
- Неситий (Луцьк: Терен, 2019);
- Проповідник зі шпагою: Терен, 2023.

Літературно-критичні та публіцистичні твори в інших книгах:
- Де зустрічаються вітрильники великого плавання // Жулинський Микола. Подих третього тисячоліття.– Луцьк: Терен.– 2000.– 2-4 с.;

- Золоті зернятка обдарувань // Двадцять пригорщ з Лесиного джерела. Збірник текстів молодих авторів з Волині. – Луцьк: Лучеськ, 2000.– 3-4 с.;

- «Вітер надії», що увірвався в наші серця // Корсак Іван. Оксамит нездавнених літ. – Луцьк: Волинська обласна друкарня, 2001.– 105-151 с.

- Чує душу променя й трави // Вербич Віктор. Подих вирію. – Луцьк: Волинська обласна друкарня, 2001. – 85-87 с.

- Євген Сверстюк. Феномен великої віри //  Волинь у житті та творчості письменників. Збірник наукових праць.– Луцьк: ПВД «Твердиня», 2007.– 148-153 с.;

- Кулемети нашої непокори // Коханська Галина. Озброєні честю.– Луцьк: ВМА «Терен».– 2008.– 3-8 с.;

- Дух одвічної стихії // Ніл Хасевич. Воїн. Митець. Легенда.– Луцьк: ВМА «Терен».– 2010.– 4-20 с.;
- У живій розмові з людьми // На полі чести. Наш сучасник Євген Сверстюк. – Київ: Кліо. – 2015. – 256 с.
- Духовні дороговкази Євгена Сверстюка // Сверстюк Євген. У сяйві слова.– Луцьк: ВМА "Терен".– 2018.– 98 с.
- Оптиміст і працелюб // Живий Іван Корсак.– Київ: Ярославів Вал.– 2018.– 149 с.
- Передостанній із могікан // Ігор Ольшевський. Із калейдоскопа десятиліть. Т.1. – Луцьк: ВМА "Терен".– 2022.– 4 с.

## Нагороди
- Премія Волинського фонду культури «Надія» (1994);
- Літературна премія ім. Василя Стуса (2005);

- Літературно-мистецька премія ім. Агатангела Кримського (2012).

## Публікації про Андрія Криштальського
Баран Євген.   Все починається із досвітніх сумнівів // Зоїлові трени. Літературно-критичні тексти. – Львів: Логос, 1998. – 112с.; 
Вербич Віктор. Поет починається з болю // Народна трибуна. – 1993. – 10 груд.;
Вербич Віктор. Слово, осяяне любов’ю // Криштальський Андрій. Срібні вежі світанку. Лірика. – Київ: Смолоскип, 1996. –  96 с.;
Гуменюк Надія. На стику модерну і романтизму // Віче. – 2000. – 6 квітн.;
Ляснюк Ольга. Пісня пісень його серця // Філологічні студії. – 2003. – № 2 (22). – 164–166 с.;
Ольшевський Ігор. Хто читає – нехай розуміє // Луцьк молодий.– 2001. – 14 червн.;
Сверстюк Євген. Богонатхненне оспівування любови // Криштальсьикий Андрій. Пісня пісень. Переспів. – К: Наша віра. – 2000. – 28 с.;
Сверстюк Євген. Чорноморець, матінко // Наша віра. – 2004. – травень.;
Слапчук Василь. Грядки поезії // Літературна Україна. – 1998. – 3 груд.
Слапчук Василь. Лінія долі і лінія життя на листкові клена // Політ меїанічної зозулі над власним гніздом. – Луцьк: Волинська обласна друкарня, 2001. – 37-39 с.;
Сломінська Наталія. І каятись, і вагатись // Терен. – 1998. – ч.3. – 15 с.;
Головій Оксана. Шляхами української оксамитової революції. – Луцьк: ПВД «Твердиня, 2009, 2001. – 44–51 с.